# Cygnus Orb-D1
Cygnus CRS Orb-D1 (inna nazwa Orbital Sciences COTS Demo Flight lub Orbital 1) – misja statku transportowego Cygnus, wykonana przez prywatną firmę Orbital Sciences Corporation na zlecenie amerykańskiej agencji kosmicznej NASA w ramach programu COTS w celu zademonstrowania i przetestowania możliwości zaopatrzenia Międzynarodowej Stacji Kosmicznej. W tej misji wykorzystany został statek nazwany S.S. G. David Low na cześć zmarłego astronauty George’a Davida Lowa. Była to pierwsza misja bezzałogowego statku transportowego Cygnus.

## Przebieg misji
Start misji Cygnusa miał miejsce 18 września 2013 roku o 14:58:02 czasu UTC. Do wyniesienia statku na orbitę wykorzystana została rakieta Antares 110, która wystartowała z kompleksu startowego LP-0A kosmodromu Mid-Atlantic Regional Spaceport.
Połączenie z ISS planowane było na czwarty dzień misji, jednak w związku z problemami z komputerem pokładowym zostało ono odłożone w czasie. Okazało się, że występuje niewielka rozbieżność w sposobie w jakim stacja ISS i statek Cygnus wykorzystują system nawigacji satelitarnej GPS do celów ustalania aktualnego czasu. Po rozwiązaniu tego problemu konieczne stało się przeczekanie do zakończenia procesu dokowania statku Sojuz TMA-10M, który w tym czasie odbywał swoją misję do ISS.
Przed samym zbliżeniem się do ISS Cygnus S.S. G. David Low wykonał serię testów jego systemów nawigacji, kontroli i bezpieczeństwa, a po ich pomyślnym zakończeniu otrzymał zgodę na rozpoczęcie manewru dokowania do stacji. Cygnus zbliżył się 29 września 2013 roku na odległość 12 m od stacji, gdzie następnie został uchwycony o 11:00 UTC przez mechaniczne ramię Canadarm2, którym operował Luca Parmitano. Następnie statek Cygnus został przyciągnięty do portu cumowniczego w module Harmony, gdzie o 12:44 UTC nastąpiło jego dokowanie.
Statek Cygnus pozostał zadokowany do ISS przez 22 dni, po czym został odcumowany 22 października 2013 o 10:04 UTC, a następnie odciągnięty od stacji przez ramię Canadarm2. Mechaniczne ramię stacji uwolniło Cygnusa o 11:31 UTC i statek zaczął oddalać się od ISS. Następnego dnia dokonano jego kontrolowanej deorbitacji, w wyniku czego Cygnus S.S. G. David Low ok. 18:16 UTC spłonął w atmosferze nad Południowym Pacyfikiem.

## Ładunek
Na pokładzie Cygnusa znajdowało się 700 kg zaopatrzenia dla stacji ISS, w tym m.in.:
- 130 kg pożywienia dla załogi,
- 53 kg środków higienicznych dla załogi,
- 132 kg sprzętu dla stacji (m.in. drukarka, sprzęt audiowizualny)

Po opróżnieniu Cygnusa został on wypełniony śmieciami i niepotrzebnymi rzeczami, które później razem z nim spaliły się w atmosferze.

## Galeria

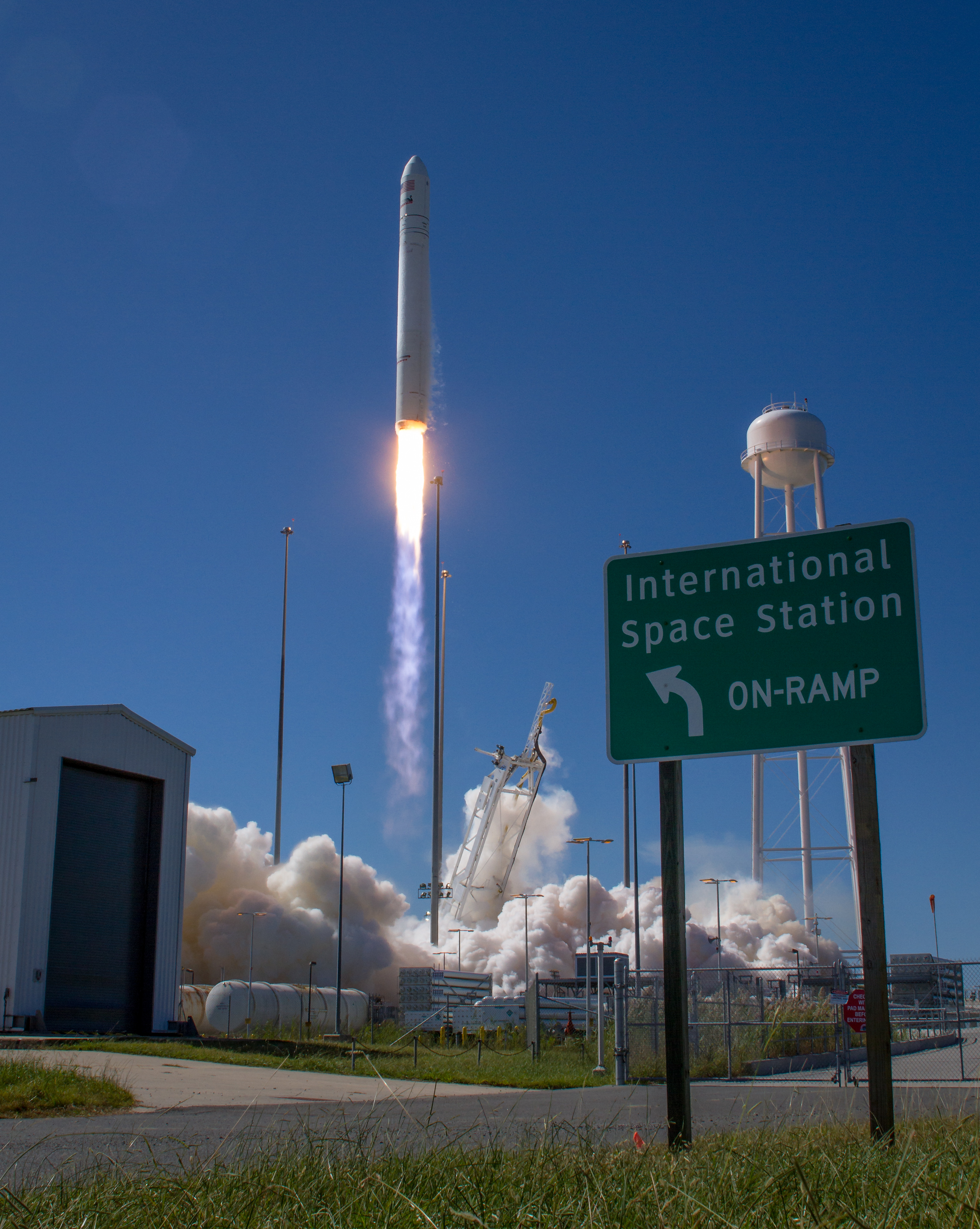
Start rakiety Antares 110 z Cygnusem S.S. G. David Low
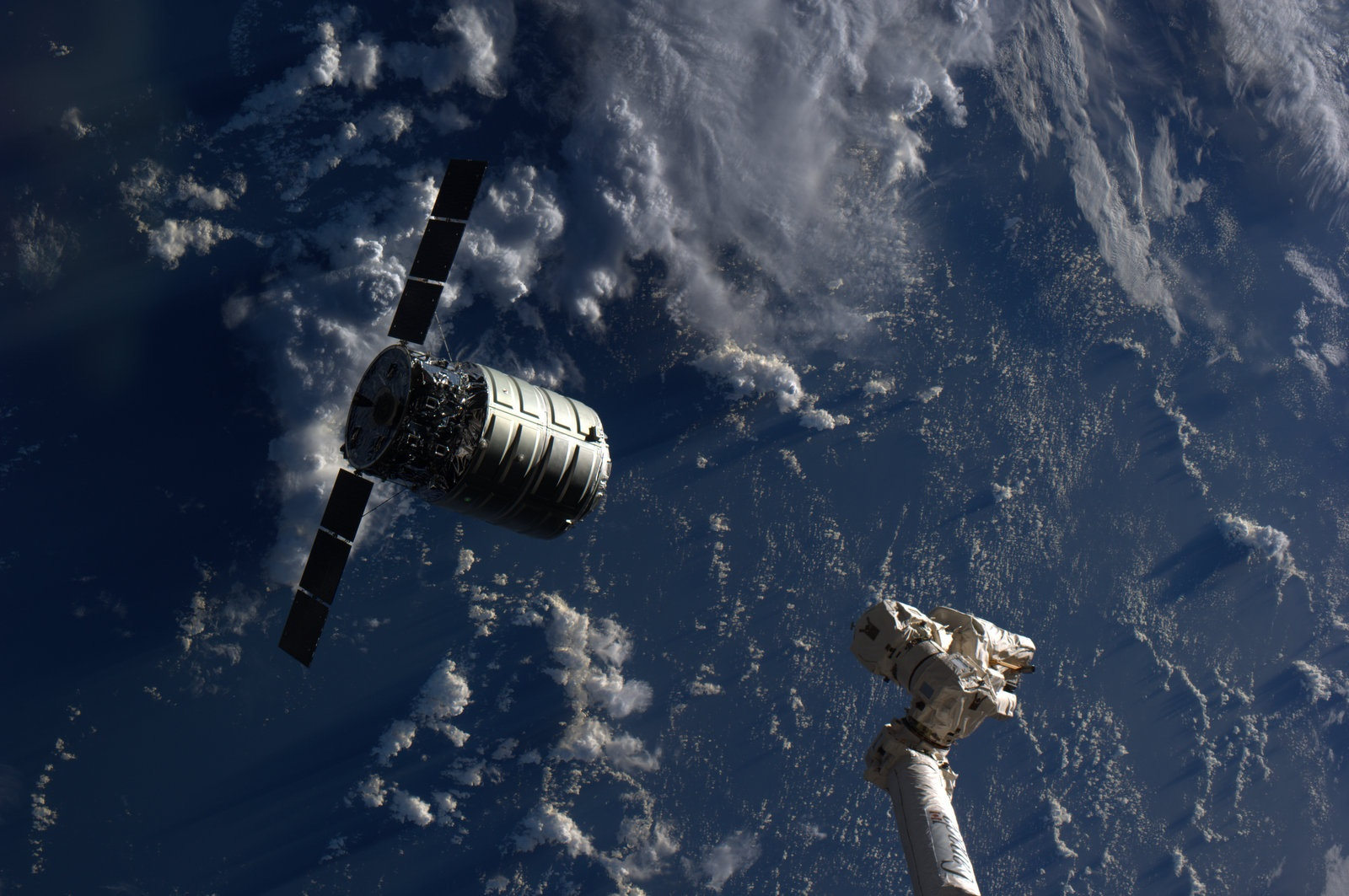
Cygnus S.S. G. David Low zbliżający się do ISS
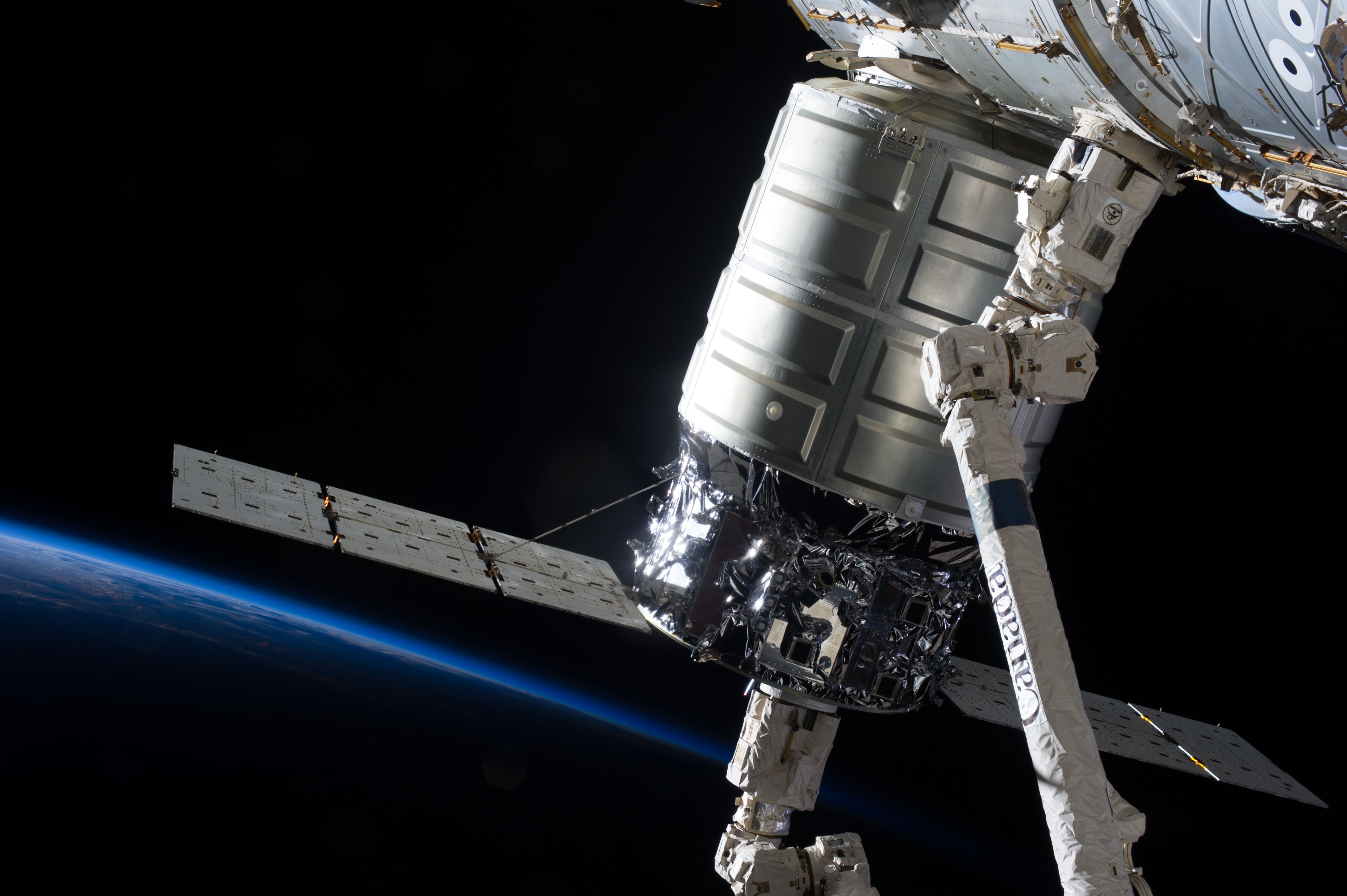
Cygnus S.S. G. David Low zadokowany do portu cumowniczego w module Harmony
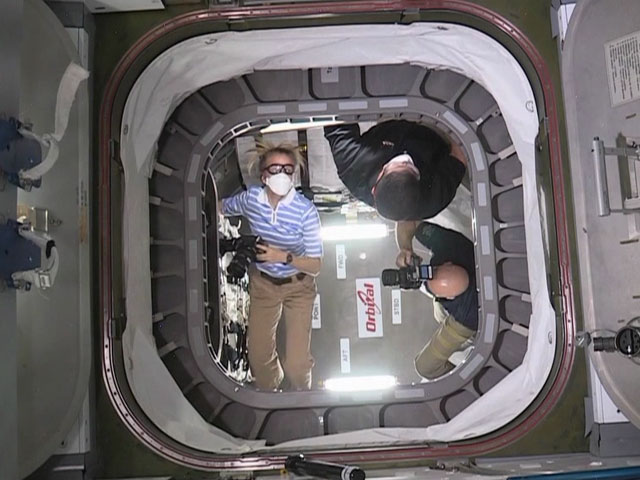
Astronauci Karen Nyberg, Mike Hopkins i Luca Parmitano wewnątrz Cygnusa S.S. G. David Low
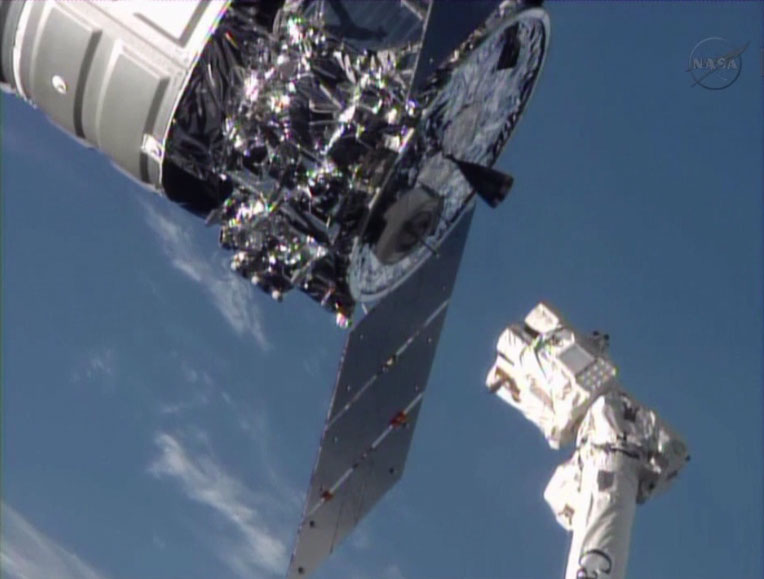
Cygnus S.S. G. David Low wypuszczony przez ramię Canadarm2 po odcumowaniu i odciągnięciu od ISS
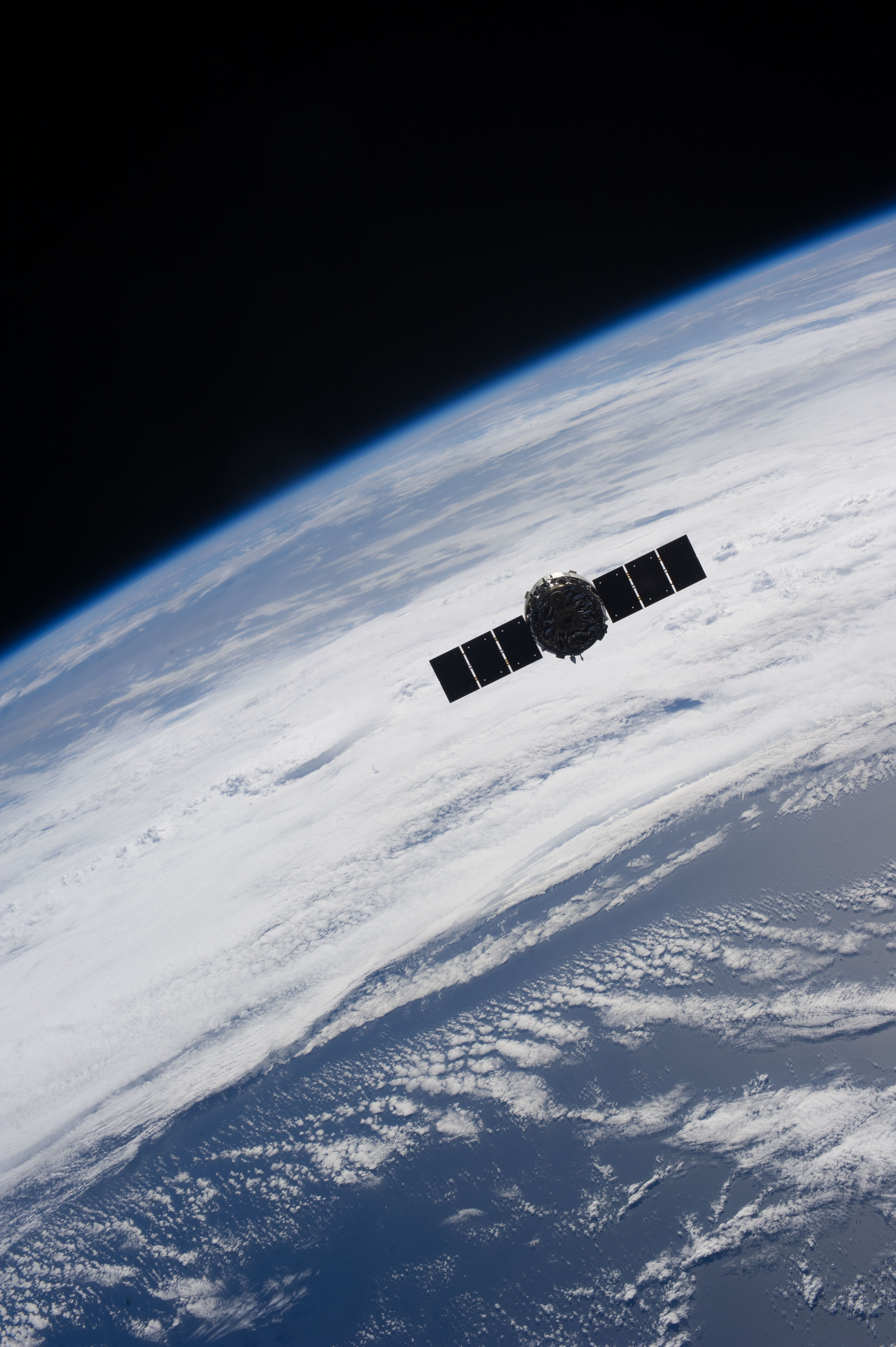
Cygnus S.S. G. David Low oddalający się od stacji